# Zagwóźdź
Zagwóźdź (ukr. Загвіздя, Zahwizdia) – wieś na Ukrainie, w obwodzie iwanofrankiwskim, w rejonie tyśmienickim.
Wieś prawa wołoskiego,  w drugiej połowie XV w. położona była w ziemi halickiej województwa ruskiego. Pod koniec XIX wieku wieś leżała w Galicji, w powiecie stanisławowskim. 1 stycznia 1925 część Zagwoździa (cały obszar po wschodniej stronie Bystrzycy Sołotwińskiej) włączono do Stanisławowa. 